# Ramesh Balsekar

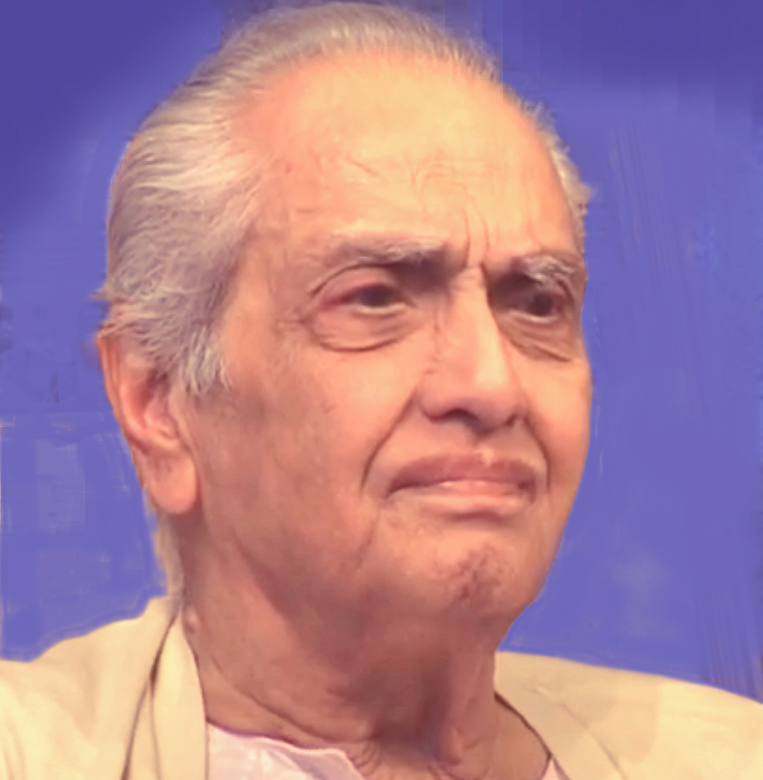
Ramesh Balsekar, 1999

Ramesh Balsekar (* 25. Mai 1917 in Mumbai; † 27. September 2009 ebenda) war ein indischer Mystiker. Er war Schüler des Advaita-Lehrers Sri Nisargadatta Maharaj.

## Leben
Nach einer westlichen Erziehung machte Balsekar Karriere als Manager, bis er sich im Alter von 60 Jahren von seinem Posten als Präsident der Bank of India zurückzog. Nach seiner Pensionierung führte ihn seine Suche nach Erleuchtung zu Nisargadatta Maharaj. Dieser wurde in den 1970er Jahren im Westen bekannt, als eine englische Übersetzung seiner Dialoge mit dem Titel I Am That als Buch veröffentlicht wurde. Nach weniger als einem Jahr Unterricht bei Nisargadatta und Übersetzungsarbeiten für diesen kam Balsekar nach eigener Angabe zur „letztgültigen Erkenntnis“ und wurde von Nisargadatta kurz vor dessen Tod als Lehrer autorisiert. Seit dieser Zeit vermittelte er die Botschaft seines Lehrers in etwas veränderter Form weiter.

## Lehre
Balsekar betont in seiner Lehre, dass das Individuum nicht frei ist in seinem Handeln, sondern durch genetische Veranlagung und den Einfluss der Gesellschaft konditioniert ist. Der Mensch ist zwar frei, gemäß seinem Denken zu handeln, doch sein Denken selbst kann nicht von ihm selbst bestimmt werden, sondern entspricht ‚dem Willen Gottes‘. Balsekar greift dabei auf Lehren der Bhagavad Gita über die Urheberschaft menschlichen Handelns zurück. Seine Lehre, dass der Mensch daher schuldunfähig ist, wurde sehr kontrovers aufgenommen und wird manchmal dem Neo-Advaita zugeordnet, jedoch kommentiert Balsekar auch traditionelle Werke wie die Bhagavad Gita, die Ashtavakra Gita und Jnaneshvaras Amritanubhava, um seine Lehre zu begründen. Nur wer die eigene unpersönliche Natur erkennt, wird frei sowohl von Schuld als auch Schuldzuweisung, was zu vollkommener Harmonie mit der Umgebung führe. Nach Balsekar bedeutet Erleuchtung alleine die Erkenntnis dieses Umstandes, der jedoch zutiefst und ohne Zweifel begriffen werden muss. Diese Erkenntnis kann jedoch nicht forciert werden, da der Mensch ja nicht frei ist und die Identifikation mit sich selbst als verursachendem Handelnden der eigentliche Inhalt seiner Ignoranz ist.

### Ramesh Balsekars Beschreibung des Nicht-Dualismus
„Zuerst, gibt es die Quelle. Nennen Sie sie Bewusstsein, nennen Sie sie das Selbst wie Ramana Maharshi sie nannte, nennen Sie sie, wie Sie wollen, aber verstehen Sie, dass das, was gemeint ist, die eine Quelle ist, die Eine ohne eine Zweite. Alles dort ist die Quelle, von der das sich Manifestierende herkommt, und die Manifestation ist die Gesamtheit der Gegenstände.“
„Das zweite grundlegende Konzept besteht auf der funktionalen Ebene des sich Manifestierenden: Niemand tut irgend etwas. Nichts geschieht, es sei denn, es ist dies der Wille der Quelle, der Wille Gottes. Dies bedeutet folgendes: Der Eindruck des eigenen Agierens ist eine Illusion. Darin besteht die endgültige Erkenntnis. Die letztgültige Erkenntnis ist die: Es gibt kein Ego in Form von etwas, das sich von der Quelle unterscheidet, das mit der Quelle eins wird. So lange du sagst ‚Ich bin dieses oder jenes‘, ist das persönliche Ich getrennt von der Quelle […] Das Ego löst sich auf, in dem Moment, in dem du bedingungslos akzeptierst, dass es so etwas wie ein ‚Ego‘ überhaupt nie gegeben hat.“
„Die Quelle hat das imaginäre ‚Ich‘ erschaffen, weil interaktive, zwischenmenschliche Wechselwirkung ohne dieses ‚Ich‘ überhaupt nicht möglich wäre. Damit sich Gottes Lila-Spiel ereignen kann, müssen zwischenmenschliche Beziehungen stattfinden können, und für zwischenmenschliche Beziehungen braucht es einfach ein Ego. Ego bedeutet einfach das Gefühl, ein Handelnder zu sein, ein separates Wesen zu sein, das die Kontrolle über seinen Körper hat.“
„Die endgültige Wahrheit besteht nach Ansicht von Ramana Maharshi und Nisargadatta Maharaj und der Weisen vor ihnen darin, dass nichts geschaffen oder zerstört wird, dass es weder Geburt noch Tod gibt, weder Schicksal noch freien Willen, weder irgendeinen Erkenntnisweg noch irgendeine Errungenschaft. Alles, was es gibt, ist einfach Bewusstsein.“
„In diesem ursprünglichen Zustand gibt es überhaupt keinen Grund dafür, sich irgendeiner Sache bewusst zu sein. Dies bedeutet: Zur Ruhe gekommenes Bewusstsein ist sich seiner Existenz nicht bewusst. Es wird sich Seiner erst bewusst, wenn dieses jähe Gefühl des ‚ICH BIN‘ erscheint, dieses unpersönliche Gefühl des Sich-bewusst-Seins. Im Bewusstsein manifestiert sich Bewusstsein: Potentielle Energie wird zur tatsächlichen Energie. Es gibt keine zwei Dinge. Nichts Separates entspringt der potentiellen Energie… Diesen Moment, den die Wissenschaft den Big Bang nennt, nennt der Mystiker das unversehene Gewahrwerden des Bewusstseins …“

## Werke
Bücher
- Wen kümmerts? J. Kamphausen Verlag, April 2001, ISBN 3933496543.
- Pointers. Wegweisende Gespräche mit Sri Nisargadatta Maharaj. J. Kamphausen Verlag, Juli 1999, ISBN 3933496446.
- Ramesh S. Balsekar: Wo Nichts ist, kann auch nichts fehlen. Lotos Verlag, 2008, ISBN 978-3-7787-8205-7.

DVD
- Ramesh S. Balsekar: Das kosmische Geheimnis. J. Kamphausen Verlag, Januar 2006, ISBN 3-89901-062-0.